# Хозанчино
Хоза́нчино (рос. Хозанчино, чув. Варпуç) — присілок у Чувашії Російської Федерації, у складі Ярославського сільського поселення Моргауського району.
Населення — 40 осіб (2010; 46 в 2002, 61 в 1979; 89 в 1939, 107 в 1926, 89 в 1897, 52 в 1858). Національний склад — чуваші, росіяни.

## Історія
Історичні назви — Варпус, Варпось, Варпус-Чемей (1927–1935), Хазанчей, Хозанчик. Утворений як виселок села Архангельське (Чемеєво). До 1866 року селяни мали статус державних, займались землеробством, тваринництвом, слюсарством, виготовленням взуття. До 1927 року присілок перебував у складі Чиганарської та Тораєвської волості Ядрінського повіту. 1927 року присілок переданий до складу Татаркасинського, 16 січня 1939 року — до складу Сундирського, 17 березня 1939 року — до складу Совєтського, 1956 року — до складу Моргауського, 1959 року — повернуто до складу Сундирського, 1962 року — до складу Ядрінського, 1964 року — повернуто до складу Моргауського району.